# Узбекистанско-финляндские отношения
Узбекистанско-финляндские отношения — двусторонние отношения между Узбекистаном и Финляндией.
Согласно данным Статистического центра, на 2018 год в Финляндии находилось около 800 граждан Узбекистана.

## История
30 декабря 1991 года Финляндия признала Узбекистан как независимое государство. 26 февраля 1992 года между двумя странами были установлены дипломатические отношения. Финляндия не имеет своего дипломатического представительства в стране и представлена лишь послом, осуществляющим дипломатические функции в трёх соседних государствах — Таджикистане, Туркменистане и Узбекистане.
Послами Финляндии в Узбекистане были: Тула Ирйола (2010—2013), Никлас Линдквист (2013—2018), Марья Лийвала (2018—2021), Илкка Ряйсянен (с 2022).

## Экономика
Финско-шведской компании TeliaSonera принадлежало 94 % сотового оператора ИП OOO Coscom, предоставляющего услуги сотовой связи под торговой маркой Ucell, однако, после коррупционного скандала 2013 года, компания решила полностью уйти с рынка Средней Азии.
В 2015 году объём торговли между Финляндией и Узбекистаном составил 16 миллионов евро. Финские компании в основном экспортируют продукцию машиностроительной отрасли, химикаты, электроприборы, а также товары молочного производства. Из среднеазиатской республики в Финляндию ввозятся в первую очередь фрукты и овощи.
Весной 2016 года был обновлён двусторонний договор от 1998 года об избежании двойного налогообложения. Приведенный в соответствие с международными нормами документ подписали министр иностранных дел Тимо Сойни и председатель Государственного налогового комитета Узбекистана Ботир Парпиев.
В первом полугодии 2019 года Финляндия приняла решение о депортации 140 граждан Узбекистана, работавших в стране в строительной сфере, заподозрив наличие у них поддельных дипломов строительного техникума, закрывшегося 26 лет назад. В 2019 году в рабочих визах на этом основании было отказано 258 узбекам, а выданы положительные решения лишь 42 строителям из Узбекистана.